# The Legacy
The Legacy je debitanski studijski album američkog thrash metal sastava Testament objavljen 21. travnja 1987. godine.

## Pozadina
Prije snimanja albuma u siječnju 1987., Testament bio je poznat kao Legacy. Članovimi sastava bio su pjevač Steve Souza, gitaristi Eric Peterson i Alex Skolnick, basist Greg Christian i bubnjar Louie Clemente. Pjevač Chuck Billy bio je član sastava Guilt. Nakon Souza napustio sastav i pridružio se Exodusa, zamoljen je da postane novi pjevač.
Mjesec prije objavljena The Legacy, sastav je promijenio ime u Testament jer je postojao jazz-sastav s istim imenom. Ime Testament predložio je Billy Milano. 
Jedini je album sastava na kojem skladateljom bio je Souza koji je autor svi pjesama osim pjesmi "C.O.T.L.O.D." i "Do or Die" kojeg autorom su Derrick Ramirez i Billy. Autorima pjesmi "Apocalyptic City" su Alex Skolnick i Eric Peterson.
Album bio je snimljen i miksovan u studiju Pyramid Sound Studios u Ithacu, New Yorku i masteriran u Frankford Wayne Mastering Labs u New Yorku.

## Turneje i promocija
Testament svirao je turnej uživo od lipnja 1987. do travnja 1988. Sviaro je sa sastavima Anthrax, Overkill i Megadeth. Nakon koncertu na Dynamo Open Air u lipnju 1987. koji bio je objavljen na albumu Live at Eindhoven, Testament su krenuli na svoju prvu turneju po Europi. Turneja albuma The Legacy je završila u travnju 1988. prije objavljena albuma The New Order.

## Popis pjesama
| 1.    | »Over the Wall«          | Souza                           | Alex Skolnick, Eric Peterson, Greg Christian | 4:06 |
| 2.    | »The Haunting«           | Souza, Peterson                 | Skolnick, Peterson                           | 4:16 |
| 3.    | »Burnt Offerings«        | Souza, Peterson                 | Skolnick, Peterson                           | 5:08 |
| 4.    | »Raging Waters«          | Souza, Peterson                 | Peterson                                     | 4:32 |
| 5.    | »C.O.T.L.O.D.«           | Derrick Ramirez, Peterson       | Peterson, Ramirez                            | 2:31 |
| 6.    | »First Strike Is Deadly« | Souza, Christian                | Skolnick, Peterson                           | 3:42 |
| 7.    | »Do or Die«              | Chuck Billy, Skolnick, Peterson | Skolnick, Peterson, Louie Clemente           | 4:39 |
| 8.    | »Alone in the Dark«      | Souza                           | Skolnick, Peterson                           | 4:04 |
| 9.    | »Apocalyptic City«       | Skolnick, Peterson              | Skolnick, Peterson                           | 5:51 |
| 38:49 |                          |                                 |                                              |      |

## Zasluge
| Testament - Chuck Billy - vokal - Eric Peterson - gitara, logo koncept - Alex Skolnick - gitara - Greg Christian - bas-gitara - Louie Clemente - bubnjevi | Ostalo osoblje - Alex Perialas - produkcija, inženjer zvuka - Tom Coyne - mastering - Marsha Zazula - produkcija - Jon Zazula - produkcija - Bill Benson - logotip - Alexia Olson - koncept naslovnici - Dan Muro - fotografije |